# Nachal Admonit
Nachal Admonit (hebrejsky נחל אדמונית‎) je vádí v Horní Galileji, v severním Izraeli.
Začíná v nadmořské výšce okolo 1000 metrů na jihozápadním okraji masivu Har Meron, respektive bočního vrcholku Har Zeved (1006 m n. m.). Vádí pak směřuje k jihozápadu hlubokým zalesněným údolím, přičemž z jihu míjí další boční vrcholek masivu Meron – Har Chesed (948 m n. m.). Naproti hoře Har Šachal a okraji města Bejt Džan, ústí zprava do vádí Nachal Kziv, jež jeho vody odvádí do Středozemního moře.